# Zhang Yaoguang
Zhang Yaoguang (* 21. Juni 1993) ist ein chinesischer Leichtathlet, der sich auf den Weitsprung spezialisiert hat.

## Sportliche Laufbahn
Erste internationale Erfahrungen sammelte Zhang Yaoguang bei den Hallenasienmeisterschaften 2014 in Hangzhou, bei denen er mit 7,69 m auf Platz vier gelangte und mit 15,67 m Rang sechs im Dreisprung belegte. Zwei Jahre später siegte er mit 7,99 m bei den Hallenasienmeisterschaften in Doha. 2017 nahm er an den Asienmeisterschaften in Bhubaneswar teil und schied dort mit 7,18 m in der Qualifikation aus. 2018 erfolgte die erstmalige Teilnahme an den Asienspielen in Jakarta, bei denen er mit 8,15 m die Silbermedaille hinter seinem Landsmann Wang Jianan gewann. Im Jahr darauf gewann er bei den Asienmeisterschaften in Doha mit einer Weite von 8,13 m die Silbermedaille hinter dem Japaner Yūki Hashioka. Er nahm auch an den Weltmeisterschaften ebendort teil und schied dort mit 7,82 m in der Qualifikation aus.
2017 und 2018 wurde Zhang Chinesischer Meister im Weitsprung im Freien sowie 2019 auch in der Halle.

## Persönliche Bestleistungen
- Weitsprung: 8,29 m (+0,4 m/s) A, 16. Juni 2018 in Guiyang
  - Weitsprung (Halle): 8,12 m, 23. Februar 2017 in Xianlin